# 2-я минно-торпедная авиационная дивизия ВВС ВМФ
2-я минно-торпедная авиационная Рананская Краснознаменная дивизия ВВС ВМФ имени Героя Советского Союза Острякова (2-я МТАД Тихоокеанского флота) — воинское соединение Вооружённых сил СССР во Второй мировой войне.

## История наименований
Условное наименование - в/ч 34233
- 125-я морская тяжелая авиационная бригада (01.10.1936);
- 29-я авиационная бригада (01.06.1938);
- 29-я авиационная бригада имени Героя Советского Союза Острякова (22.03.1943 г.);
- 2-я минно-торпедная авиационная дивизия ВВС ВМФ имени Героя Советского Союза Острякова (20.08.1943 г.);
- 2-я минно-торпедная авиационная Краснознаменная дивизия ВВС ВМФ имени Героя Советского Союза Острякова (14.09.1945 г.);
- 2-я минно-торпедная авиационная Рананская Краснознаменная дивизия ВВС ВМФ имени Героя Советского Союза Острякова (15.09.1945 г.);
- 3-я минно-торпедная авиационная Рананская Краснознаменная дивизия ВВС ВМФ имени Героя Советского Союза Острякова (1947 г.);
- 3-я морская ракетоносная авиационная Рананская Краснознаменная дивизия ВВС ВМФ имени Героя Советского Союза Острякова (01.05.1961 г.);
- 25-я морская ракетоносная авиационная Рананская Краснознаменная дивизия ВВС ВМФ имени Героя Советского Союза Острякова (1971 г.).
- 25-я морская ракетоносная авиационная Рананская дважды Краснознаменная дивизия ВВС ВМФ имени Героя Советского Союза Острякова (1978 г.).

## История
1 июня 1938 года, на основании Приказа по ВВС ТОФ №0087 от 19.05.38 г., в составе ВВС Тихоокеанского флота сформирована 29-я авиационная бригада по штату 15/856-А, с управлением бригады в с. Воздвиженка. В состав бригады были включены: 4-й МТАП, 10-й ТБАП, 34-й СБАП, 5-я ОИАЭ, 6-я ОИАЭ, 7-я ОАЭ СБ ВВС ТОФ, 28-я ОМРАЭ и 16-й ОТАО.
20 июня 1938 года управление бригады было передислоцировано в с. Романовка. 10-й ТБАП, 5-я ОИАЭ, 6-я ОИАЭ, 7-я ОАЭ СБ переданы в состав ВВС ОКДВА.
Из состава бригады, для получения боевого опыта, зимой 1939-40 гг было направлено несколько экипажей 34-го СБАП на советско-финскую войну. Три экипажа не вернулись.
Летом 1940 года 7-я ОАЭ бригады на аэр. Новонежино обращена на формирование 42-го авиационного (смешанного) полка и направлена на аэродром Знаменское (в г. Советская Гавань). 
По состоянию на 1 июня 1941 года в бригаде числилось 87 самолётов ДБ-3Ф и ДБ-3Т (74 исправных).
Вплоть до 1942 года 29-я АБ оставалась единственным ударным соединением ТОФ. В составе бригады были: 4-й МТАП на ДБ-3Т, 34-й СБАП на СБ, 28-я ОМРАЭ на Р-6 и МБР-2, 16-й ОТАО (ТБ-1, ТБ-3, Р-5). В составе управления бригады было звено самолётов У-2.
22 февраля 1943 года Указом Президиума ВС СССР, 29-й БАБ ВВС ТОФ было присвоено имя генерал-майора авиации Николая Острякова, бывшего командира бригады, погибшего на ЧФ (приказ НК ВМФ № 0528).
В середине 1943 года авиабригады ВВС ВМФ были переформированы в дивизии — 29-я АБ стала 2-й МТАД ВВС ТОФ, в составе: 4-й, 49-й и 50-й МТАП. 
К концу этого года из состава дивизии выведен 50-й МТАП и переформирован в разведывательный авиаполк, а в состав дивизии введён 52-й дальнебомбардировочный авиаполк Приказами НК ВМФ № 0863 от 13.11.1943 г. и командующего ТОФ № 0640 (это бывший 14-й ДБАП, переданный из состава 1-й ОКА ВВС ДВФ). Полки дивизии базировались на аэродромах Приморья (Южная Сергеевка, Романовка, Николаевка).
Всю войну в частях дивизии велось интенсивное обучение экипажей для западного фронта. Порядка 50 экипажей на самолётах ДБ-3 убыли в действующие части. Интенсивность полётов привела к высокой аварийности - с июня 1941 года по январь 1944 года разбилось 32 самолёта ДБ-3.
В 1945 году в состав дивизии был включён 36-й МТАП, переданный с ВВС Северного флота.
К началу боевых действий состав дивизии, с дислокацией: управление 2-я МТАД, 4-й МТАП и 36-й МТАП (аэродром Романовка), 49-й МТАП (аэродром Новонежино), 52-й МТАП (аэродром Сергеевка), 27-й ИАП (аэродром Новонежино) и 43-й ИАП (аэродром Романовка). На вооружении полков имелись самолёты Ил-4, ДБ-3Т, а также американские машины А-20G, P-39 и P-40.
Во время боевых действий с Японией полки дивизии выполнили 363 самолёто-вылета, было сброшено 52 торпеды. Было потеряно 8 самолётов (один - небоевая потеря).
По итогам боевых действий с Японией Приказом НК ВМФ № 0460 от 26.08.1945 г., «за проявленную отвагу в боях с японскими захватчиками, за стойкость и мужество, дисциплину, организованность и героизм личного состава», 52-й МТАП был преобразован в гвардейский, а дивизии присвоено почётное наименование «Рананская» (Приказ НК ВМФ № 0519 от 25.09.1945 г).
В конце 1945 - начале 1946 года, в связи с формированием Порт-Артурской ВМБ, 27-й ИАП и 36-й МТАП выходят из состава дивизии и перелетают в Китай, на аэр. Лантоу и Тученцзы.
28 апреля 1946 года дивизии вручено Боевое Знамя части.  
В 1947 году 2-я МТАД была переименована в 3-ю МТАД (дабы не было путаницы с 2-й гв. МТАД ВВС ЧФ). 4-й МТАП переименован в 44-й МТАП.
15 декабря 1947 года 52-й гв. МТАП передан из 3-й МТАД в состав 89-й МТАД (бывш. 10-я АДПБ) ВВС ТОФ.
На 1 января 1948 года в составе дивизии: управление дивизии и 44-й МТАП (Романовка), 49-й МТАП (Новонежино), 43-й ИАП (Петровка).
В октябре 1950 года на аэродроме Романовка формируется 649-я учебно-тренировочная авиационная эскадрилья, для переучивания л/с на реактивную технику.
В декабре 1950 года 43-й ИАП направлен в Порт-Артур, взамен из Китая прибыл 1535-й МТАП. Полк оставил свои самолёты Ту-2Т китайцам, а взамен получил далеко не новые Ил-4. С этого времени в составе дивизии были только минно-торпедные авиаполки.
В 1952 году полки дивизии приступили к переучиванию на Ту-14Т. Так как аэродромы в Романовке и Новонежино были грунтовые и не приспособлены для реактивных машин, то учебные полёты выполнялись с аэродрома Украинка, а 15 ноября 1952 года управление дивизии и оба полка передислоцированы на аэродром Западные Кневичи (основание - Директива начальника ГОУ МГШ № Орг/8/23017 и Циркуляр НШ 5-го ВМФ № 00190)..
В 1953 году 649-я ОУТАЭ была расформирована.
25 мая 1955 года в состав дивизии вошёл выведенный из Китая 929-й МТАП на Ил-28. Местом дислокации полка был определён аэродром Майхэ. Задачами полка была учебная подготовка небоеготовых экипажей 44-го и 49-го МТАП-ов.
В Романовке тем временем разместилось управление 130-й МТАД, выведенной из Китая. В состав этой дивизии был возвращён 926-й (бывш. 1535-й) гв. МТАП.
15 сентября 1955 года на аэр. Западные Кневичи сформирован 37-й отдельный авиационный отряд ОсНаз, в составе четырёх  машин Ил-28П и одной Ли-2ПР, с прямым подчинением командиру дивизии. Это была первая лётная часть РЭБ на Тихоокеанском флоте. 37-й ОАРО СпН был расформирован через год, самолёты Ил-28 переданы 44-му полку, а Ли-2 отдали в 593-й транспортный полк.
В 1959 году 49-й МТАП переучивается на Ту-16, а дивизия переименовывается в 3-ю минно-торпедную авиационную дивизию дальнего действия. На аэродроме Западные Кневичи строится новая взлётно-посадочная полоса.
В 1960 году в дивизии ликвидируются 44-й, бывший 4-й и 929-й, бывший 49-й МТАП, взамен дивизия получила из Дальней Авиации 169-й гв. ТАП, вскоре переименованный в 169-й гв. МТАП ДД. Дивизия стала двухполкового состава с дислокацией на аэродромах Западные Кневичи и Хороль, и в приблизительно таком виде оставалась до самого своего последнего переформирования в 1993 году. В это время, для обучения экипажей на этих аэродромах формируется по учебному отряду на самолётах СДК-7 - 119-й ОИАО СпН и 108-й ОИАО СпН. После обучения экипажей оба отряда были расформированы. 
01.05.1961 года, в связи с преобразованием Минно-торпедной авиации (МТА) ВВС ВМФ в морскую ракетоносную авиацию (МРА) на основании приказа МО СССР No. 0028 от 20.03.61 г. 3-я МТАД ДД была переименована в 3-ю морскую ракетоносную авиационную дивизию, а полки, входящие в ее состав, стали морскими ракетоносными. В октябре 1961 года на аэродроме Николаевка сформирован 867-й минно-торпедный авиационный полк, вооруженный самолетами Ил-28, с подчинением командиру 3-й МРАД. Полк находился в составе дивизии до 1965 года, когда он был переформирован в 867-й гв. ОДРАП, с подчинением непосредственно Командующему Авиации флота.
В апреле-мае 1970 года полки дивизии участвовали в стратегических учениях «Океан». 49-й МРАП работал с аэродрома Хвалынка, 169-й гв. МРАП перелетел на аэродром СФ Оленья, где работал совместно с полками 5-й МРАД по полигону Лумбовка.
В 1971 году, в связи с утечкой секретной информации о дислокации и составе частей ВВС ТОФ, 3-я МРАД переименована в 25-ю МРАД, 49-й МРАП переименован в 183-й МРАП.
23 февраля 1978 года 25-я МРАД награждена вторым орденом Красного Знамени. 
7 февраля 1981 года при взлете с аэродрома Пушкин произошла катастрофа самолета Ту-104 отряда управления 25-й МРАД, пилотируемого подполковником Инюшиным А. И.  В катастрофе погибли адмиралы, генералы и офицеры руководящего состава ТОФ и ВВС ТОФ, в том числе командующий ВВС ТОФ генерал-лейтенант авиации Павлов Г. В., член Военного совета ВВС ТОФ генерал-майор авиации Рыков В. В., начальник штаба ВВС ТОФ генерал-майор авиации Данилко С. Г. За это происшествие командир 25-й дивизии полковник Яковлев А. И. был снят с должности.
в 1982 г. 169-й гв. МРАП был переформирован в 169-й гв. САП и отправлен в «заграничную командировку» — на аэродром ПМТО «Камрань», взамен в Хороле сформирована 341-я разведывательная эскадрилья. В 1985—1986 гг. 169-й гв. САП выведен из состава 25-й МРАД, а в 1986 году 341-я гв. ОМРАЭ была развёрнута в 141-й гв. МРАП, для пополнения которого с аэродрома Пристань (Романовка) была переведена 134-я отдельная гвардейская дальнеразведывательная эскадрилья ВВС ТОФ. 341-й ОМРАЭ было передано почётное наименование "гвардейская" от расформированной 134-й ОДРАЭ (бывш. 50-й гв. ОДРАП)
В 1991 году 183-й МРАП переучился на Ту-22М2 и получил двадцать самолётов из 170-го гв. МРАП ВВС БФ (аэр. Быхов).
В 1992 году сняты с эксплуатации и ликвидированы эскадрильи РЭБ на Ту-16.
01.12.1993 года на основании Директивы ГШ ВМФ №730/1/0530 от 11 июня 1993 года были расформированы управление 25-й МРАД (в/ч 34233), 141-й гвардейский и 183-й МРАП. Почётные наименования и номер дивизии перешли 143-й МРАД, гвардейское наименование 141-го МРАП было передано 568-му МРАП, однако годом спустя и эта дивизия была расформирована (бывш. 143-я МРАД), а также ликвидирован один из её полков — 570-й МРАП.
9 мая 1995 года в парке Авиаторов г. Артём был торжественно открыт бюст Героя Советского Союза, генерал-майора авиации Острякова Н. А., который в 1939 году командовал 29-й авиабригадой.

## Отряд управления дивизии
С июня 1938 года при управлении 29-й бригады сформировано отдельное авиационное звено на транспортных самолётах Ли-2 и По-2. В 1945 году в составе звена был американский самолёт Б-25, который в конце того же года был списан по причине аварии.
С передислокацией на аэродром Западные Кневичи звено развернули в отряд. На вооружении отряда были Ил-14, Ту-104, Ан-2 и Ан-26. Задачей отряда были пассажирские перевозки руководящего состава флота, ВВС ТОФ и дивизии. 
Отряд размещался в военном секторе аэродрома Западные Кневичи и несколько обособлено: был построен перрон с отдельным въездом и т.н. "домик командующего" - всё это называлость на авиационном жаргоне как "стоянка придворной авиации".
Отряд комплектовался л/с 183-го МРАП и 593-го ОТАП.
7 февраля 1981 года Ту-104 отряда управления потерпел катастрофу при взлёте на аэродроме г. Пушкин. После этого в 1982 году отряд как подразделение был расформирован. В штате управления дивизии оставались Ан-2 и Ан-26 вплоть до расформирования в 1993 году.

## Авиатехника дивизии
ТБ-1, ТБ-3, ДБ-3Т, И-16, Р-5, КР-6, СБ, Як-9, Р-39, МиГ-15, МиГ-17, МиГ-17СДК, А-20, Пе-2, Ил-2, По-2, Ту-2, Ли-2, Ан-2, Ан-26, Ту-14, Ил-28, Ту-16ПЛ, Ту-16К, Ту-16СПС, Ту-16ЗЩ, Ту-16К-10, Ту-16К-10-26, Ту-104, Ту-22М2, (169-й гв. ОСАП: МиГ-23МЛД, МиГ-23УМ, Ту-16К-10-26, Ту-16СПС, Ту-16ЗЩ, Ту-95РЦ, Ту-142М, Ми-14ПЛ и Ми-14ПС)

## Состав дивизии в Советско-японской войне
Во время Советско-японской войны дивизия включала:
| Части                                 | Вооружение                      |
| ------------------------------------- | ------------------------------- |
| 4-й минно-торпедный авиационный полк  | 26 Ил-4                         |
| 36-й минно-торпедный авиационный полк | 27 Douglas A-20G Havoc          |
| 49-й минно-торпедный авиационный полк | 46 Douglas A-20G Havoc          |
| 52-й минно-торпедный авиационный полк | 33 Ил-4 и 14 Douglas A-20 Havoc |

## Подчинение
Командующий ВВС ТОФ.

## Командиры
- Рожков И. В.
- Головач С.
- полковник, генерал-майор авиации (с 9 июня 1940) Остряков Н. А.[3] (04.1939 — 10.1941)
- Овчаров Г. Е. (июнь 1940 — февраль 1941)
- Логинов Н. К. (февраль — март 1941)
- Павловский П. Д. (март 1941—1942, погиб)
- полковник Сучков П. И. (07.1943 — 08.1944)
- Коваленко С. А. (1944—1945)
- генерал-майор авиации Сучков П. И.[3] (07.1945 — 1948)
- Мухин В. И. (1948—1949)
- Герой Советского Союза полковник, генерал-майор авиации (с января 1951 г.) Борзов И. И. (1949—1951)
- Герой Советского Союза полковник Пирогов В. В. (12.1951—03.1956)
- Митрюхин А. А. (1956—1960)
- Герой Советского Союза полковник Пресняков А. В. (1960—1961)
- Романцев И. П. (1961—1962)
- Павловский А. И. (1962—1967)
- генерал-майор авиации, Заслуженный военный летчик СССР Павлов Г. В. (1967—1969)
- Портняченко И. А. (1969—1971)
- Бадеев В. С. (1971—1974)
- Рыжков П. В. (1974—1977)
- Ильин И. Н. (1977—1980)
- полковник Яковлев А. И. (1980—1981, снят с должности)
- Солдатов Н. Л. (1981—1986)
- генерал-майор авиации Сафронов В. И. (1986—1989)
- генерал-майор авиации, «Заслуженный военный летчик Российской Федерации», Волчков В. А. (1989—1992)
- генерал-майор авиации, «Заслуженный военный летчик Российской Федерации», Куропаткин В. И. (07.1992 — до конца)

## Благодарности Верховного Главнокомандующего
Дивизии за овладение всей Маньчжурией, Южным Сахалином и островами Сюмусю и Парамушир из группы Курильских островов, главным городом Маньчжурии Чанчунь и городами Мукден, Цицикар, Жэхэ, Дайрэн, Порт-Артур объявлена благодарность.